# Durango P01
Durango P01 – samochód Formuły 1 zaprojektowany przez Enrique Scalabroniego dla zespołu Durango, który planował zadebiutować w Formule 1 w sezonie 1996. Nigdy jednak do tego nie doszło.

## Historia
Szef zespołu Formuły 3000 – Durango – Ivone Pinton, planował w 1996 wystawić swój zespół w Formule 1. W tym celu poprosił projektanta Enrique Scalabroniego o zaprojektowanie samochodu P01. Pinton zdołał zapewnić sobie wsparcie koncernu Agip, a samochód miał być napędzany silnikami Hart. Jednym z kierowców miał być mistrz Włoskiej Formuły 3 z 1993 roku, Christian Pescatori. Pinton zapowiedział, że drugim kierowcą powinien być doświadczony zawodnik; w tym kontekście wymieniano Pierluigiego Martiniego. Ponadto zapowiadano, że w lipcu 1995 roku samochód będzie gotowy do testowania.
Durango P01 nigdy nie został jednak zbudowany, pozostając w fazie projektu.